# エクアート・ギニアーナ
エクアート・ギニアーナ（スペイン語: Ecuato Guineana de Aviación）は、赤道ギニアのマラボを本拠地とする航空会社。

## 概要
1986年に設立された。マラボ国際空港を本拠に西アフリカ・中部アフリカにおける旅客及び貨物の輸送を行っている。赤道ギニア国内ではマラボ国際空港、バタ空港、国外ではドゥアラ国際空港（カメルーン）、リーブルヴィル国際空港（ガボン）に定期便を就航させている。欧州連合（EU）によって安全管理体制に問題があるとして、EU圏内での飛行・離着陸を禁止されている。